# Ріфаа ат-Тахтаві
Ріфаа Рафі ат-Тахтаві ( араб. رفاعة رافع الطهطاوي, трансліт. Rifāʿa Rāfiʿ aṭ-Ṭahṭāwī;  1801–1873) був єгипетським письменником, викладачем, перекладачем, єгиптологом та інтелектуалом Нахди (арабського Відродження).
Один із перших єгипетських мандрівників до Франції у ХІХ столітті, Тахтаві опублікував у 1834 році детальний звіт про своє 5-річне перебування у Франції під назвою «Тахліс аль-ібріз фі талхіс баріз» («Видобуток золота в Парижі»), і відтоді став одним із перших єгипетських науковців, які писали про західну культуру, намагаючись досягти примирення та порозуміння між ісламською та християнською цивілізаціями.
У 1835 році він заснував Школу мов у Каїрі і мав вплив на розвиток науки, права, літератури та єгиптології в Єгипті XIX століття. Його праці вплинули на багатьох пізніших вчених, таких як Мухаммед Абдо.

## Життєпис

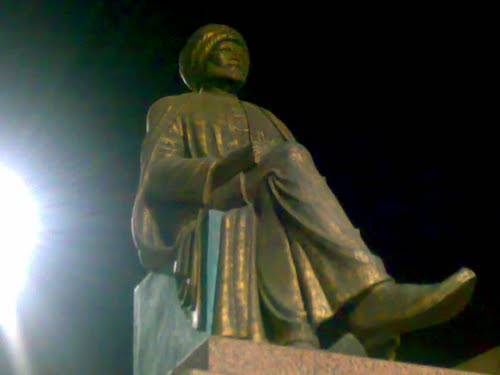
Меморіал Тахтаві перед університетом Сохаг, Сохаг

Тахтаві народився 1801 року в селі Тахта, Сохаг, того ж року, коли французькі війська евакуювалися з Єгипту. Він був азаритом, якого його вчитель і наставник Хасан аль-Аттар рекомендував як капелана для групи студентів, яких Мухаммед Алі відправляв до Парижа в 1826 році. Спочатку він мав стати імамом (ісламським релігійним наставником), але завдяки переконанню авторитетних осіб йому дозволили спілкуватися з іншими членами місії. Багато студентських місій з Єгипту вирушили до Європи на початку 19 століття, щоб вивчати мистецтво і науки в європейських університетах і здобувати технічні навички, такі як друкарство, суднобудування і сучасні військові технології. Згідно з його мемуарами «Takhlīṣ al-ʾibrīz fī talkhīṣ Bārīz», Тахтаві вивчав етику, соціальну і політичну філософію, а також математику і геометрію. Під час свого перебування у Франції він читав твори Кондільяка, Вольтера, Руссо, Монтеск'є та Безу.
У 1831 році Тахтаві повернувся додому, щоб взяти участь у загальнодержавних зусиллях з модернізації єгипетської інфраструктури та освіти. Він розпочав кар'єру письменника та перекладача і заснував у 1835 році Школу мов (також відому як Школа перекладачів), яка стала частиною Університету Айн Шамс у 1973 році. Школа мов сформувала перше сучасне єгипетське інтелектуальне середовище, яке заклало підґрунтя для мобілізації низових верств населення проти британського колоніалізму в Єгипті. Три з його опублікованих томів були роботами з політичної та моральної філософії. Вони познайомили його єгипетську аудиторію з ідеями Просвітництва, такими як світська влада та політичні права і свободи; його ідеями щодо того, яким має бути сучасне цивілізоване суспільство, і що є цивілізованим або «добрим єгиптянином»; і його ідеями щодо суспільних інтересів та суспільного блага. Робота Тахтаві була першою спробою того, що стало єгипетським відродженням (нахда), яке процвітало в період з 1860 по 1940 роки.
Тахтаві був членом Освітньої ради при новоствореному Міністерстві освіти наприкінці 1860-х рр. Він редагував журнал Міністерства освіти під назвою Rawdat Al Madaris між 1870 і 1873 рр. Помер у Каїрі в 1873 році.

## Ісламський модернізм

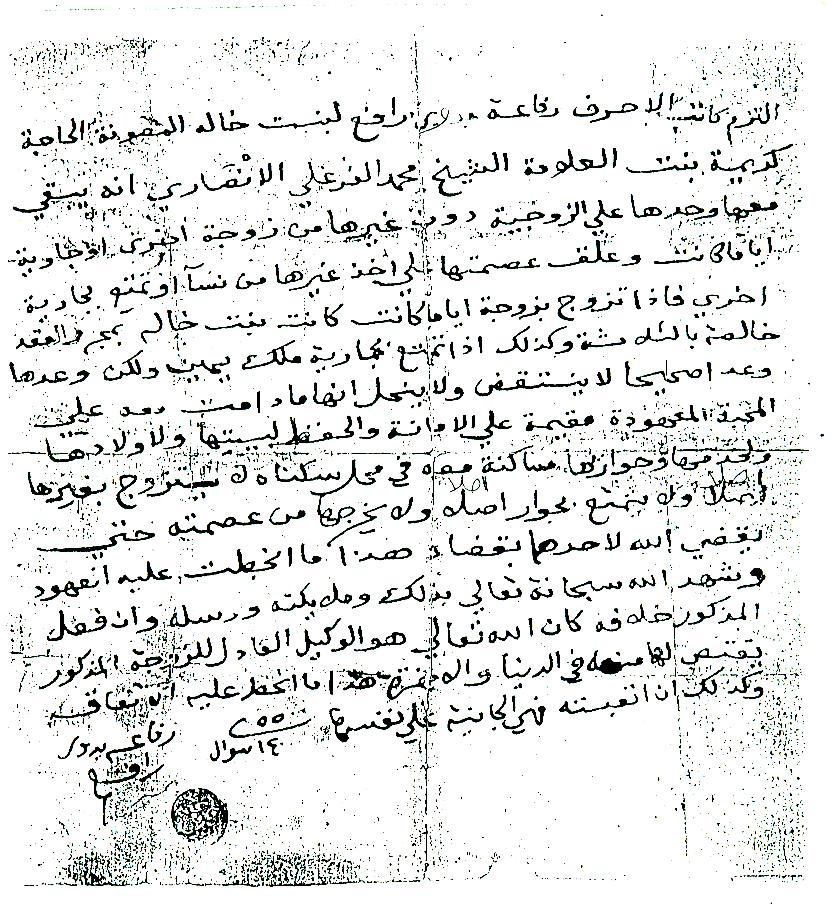
Угода Тахтаві з дружиною не одружуватися з іншою жінкою

Тахтаві вважається одним із ранніх адаптаторів ісламського модернізму. Ісламські модерністи намагалися інтегрувати ісламські принципи з європейськими соціальними теоріями. У 1826 році Мехмет Алі відправив Тахтаві до Парижа. Тахтаві навчався в освітній місії протягом п'яти років, повернувшись у 1831 році. Тахтаві призначили директором Школи мов. У школі він працював над перекладом європейських книг арабською мовою. Тахтаві відіграв важливу роль у перекладі військових посібників, географії та європейської історії. Загалом Тахтаві керував перекладом понад 2 000 іноземних творів арабською мовою. У деяких своїх книгах Тахтаві навіть схвально відгукувався про французьке суспільство. Тахтаві підкреслював, що принципи ісламу сумісні з принципами європейського модерну.
Тахтаві, як і інші представники так званої Нахди, був зачарований французькою (і західною загалом) культурою у своїх книгах.Шаден Тагельдін припускає, що це породило в його ідеях комплекс інтелектуальної неповноцінності, який сприяв «інтелектуальній колонізації», що триває й донині серед єгипетської інтелігенції.
Тахтаві відкидав соціалізм і робітничий рух, водночас підтримуючи прогресивну для свого часу єгипетську політику.

## Праці
Добірка його робіт:

### Написані Тахтаві
- Takhlīṣ al-ʾibrīz fī talkhīṣ Bārīz[ar] (تخليص الإبريز في تلخيص باريز 'The Extrication of Gold in Summarizing Paris'[3]), written during Tahtawi's stay in France, published in 1834.
- The methodology of Egyptians minds with regard to the marvels of modern literature, published in 1869 crystallizing Tahtawi's opinions on modernization.
- The honest guide for education of girls and boys, published in 1873 and reflecting the main precepts of Tahtawi's educational thoughts.
- Tawfik al-Galil insights into Egypt's and Ismail descendants' history, the first part of the History Encyclopedia published in 1868 and tracing the history of ancient Egypt till the dawn of Islam.
- A thorough summary of the biography of Muhammad published after Tahtawi's death, recording a comprehensive account of the life of Muhammad and the political, legal and administrative foundations of the first Islamic state.
- Towards a simpler Arabic grammar, published in 1869.
- Grammatical sentences, published in 1863.
- Egyptian patriotic lyrics, written in praise of Khedive Said and published in 1855.
- The luminous stars in the moonlit nights of al-Aziz, a collection of congratulatory writings to some princes, published in 1872.

### Перекладені Тахтаві
- The history of ancient Egyptians, published in 1838.
- The Arabization of trade law, published in 1868.[15]
- The Arabization of the French civil law, published in 1866.[15]
- The unequivocal Arabization approach to geography, published in 1835.[15]
- Small-scale geography, published in 1830.[15]
- Metals and their use, published in 1867.[15]
- Ancient philosophers, published in 1836.[15]
- Principals of engineering, published in 1854.[15]
- Useful metals, published in 1832.[15]
- Logic, published in 1838.[15]
- Sasure's engineering, published in 1874.[15]
- General geography.[15]
- The French constitution.[15]
- On health policies.[15]
- On Greek mythology.[15]

## Виноски
1. ↑  Also transcribed as Tahtawy or Tahtaoui.

## Подальше читання
- Newman, Daniel (2004). An Imam in Paris: Al-Tahtawi's Visit to France (1826–31), London: Saqi Books. ISBN 978-0863563461ISBN 978-0863563461
- Wael Abu-'Uksa (2016). Freedom in the Arab World: Concepts and Ideologies in Arabic Thought in the Nineteenth Century. Cambridge University Press.

## Зовнішні посилання
- Gran, Peter. Tahtawi in Paris. Ahram Weekly. 10–16 January 2002.
- refaa el tahtawi